# Прапор Кумертау

Прапор Кумертау

Прапор міського округу «Місто Кумертау» Республіки Башкортостан Російської Федерації.
Прапор затверджений 21 вересня 2006 року й внесений до Державного геральдичний регістр Російської Федерації з присвоєнням реєстраційного номера 3237.
опис
«Прямокутне полотнище із співвідношенням ширини до довжини 2: 3, що складається з трьох вертикальних смуг жовтого, синього і жовтого кольору (ширина кожної жовтої смуги 1/6 довжини полотнища); в середині синьої смуги стоїть, звернений до древка, з піднятими крилами степової сокіл-сапсан жовтого кольору ».
обґрунтування символіки
Прапор, розроблений на основі герба, мовою символів і алегорій символізує історичні, географічні та соціально-економічні особливості міста Кумертау, побудованого в зв'язку з відкриттям і початком розробки Бабаєвського родовища бурого вугілля.
У центрі прапора зображений сокіл-сапсан, символічно відображає башкирську степ, в якій побудований місто. Образ сокола-сапсана також уособлює розвиток в місті авіабудування, висоту прагнень і помислів кумертаусцев.
Золотий (жовтий) колір - символ сили, великодушності, гідності і багатства.
Лазуровий (синій) колір - символ досконалості, миролюбності, щедрості.